# Ferrari F40
Ferrari F40 — суперкар з центрально розташованим двигуном і приводом на задню вісь. Це дводверне купе вироблялося з 1987 по 1992 рік як наступник Ferrari 288 GTO. У той час це був найшвидший, найпотужніший та найдорожчий автомобіль Ferrari для звичайних доріг.

## Історія

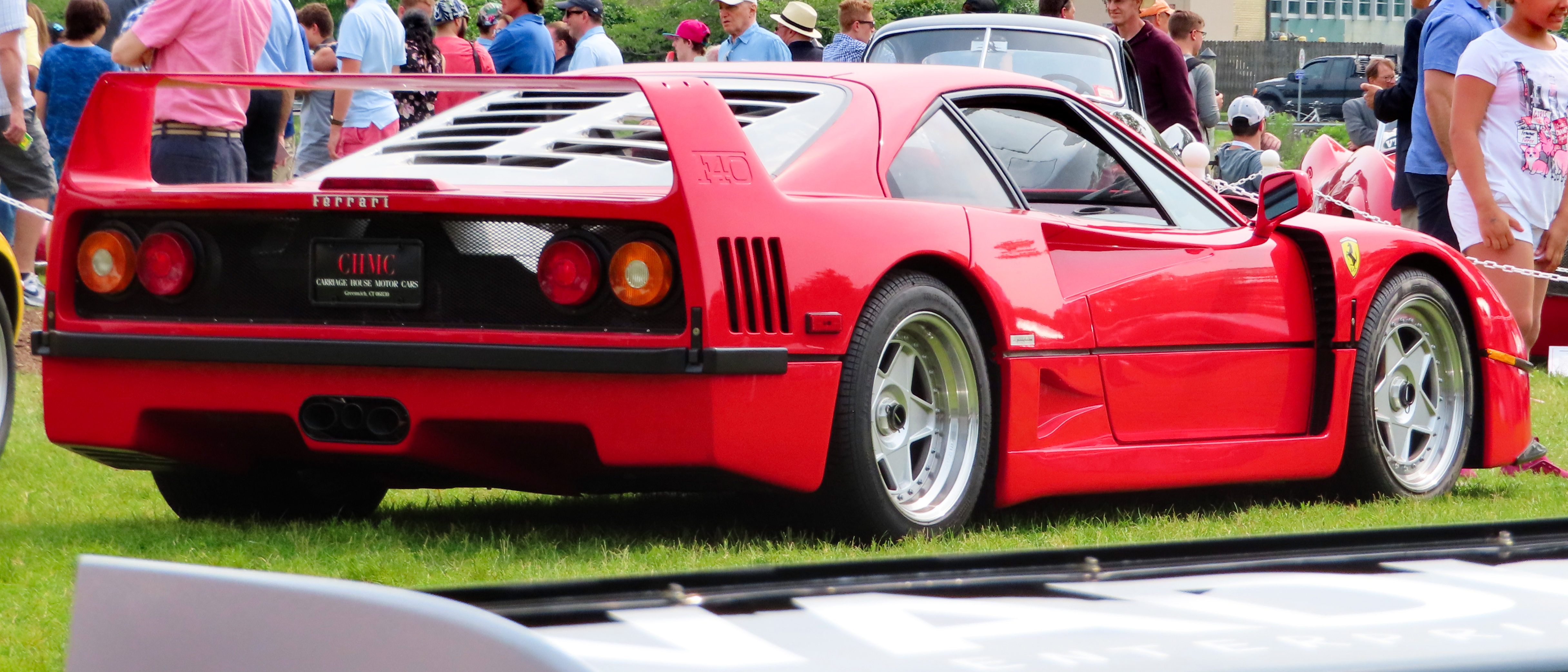
Ferrari F40

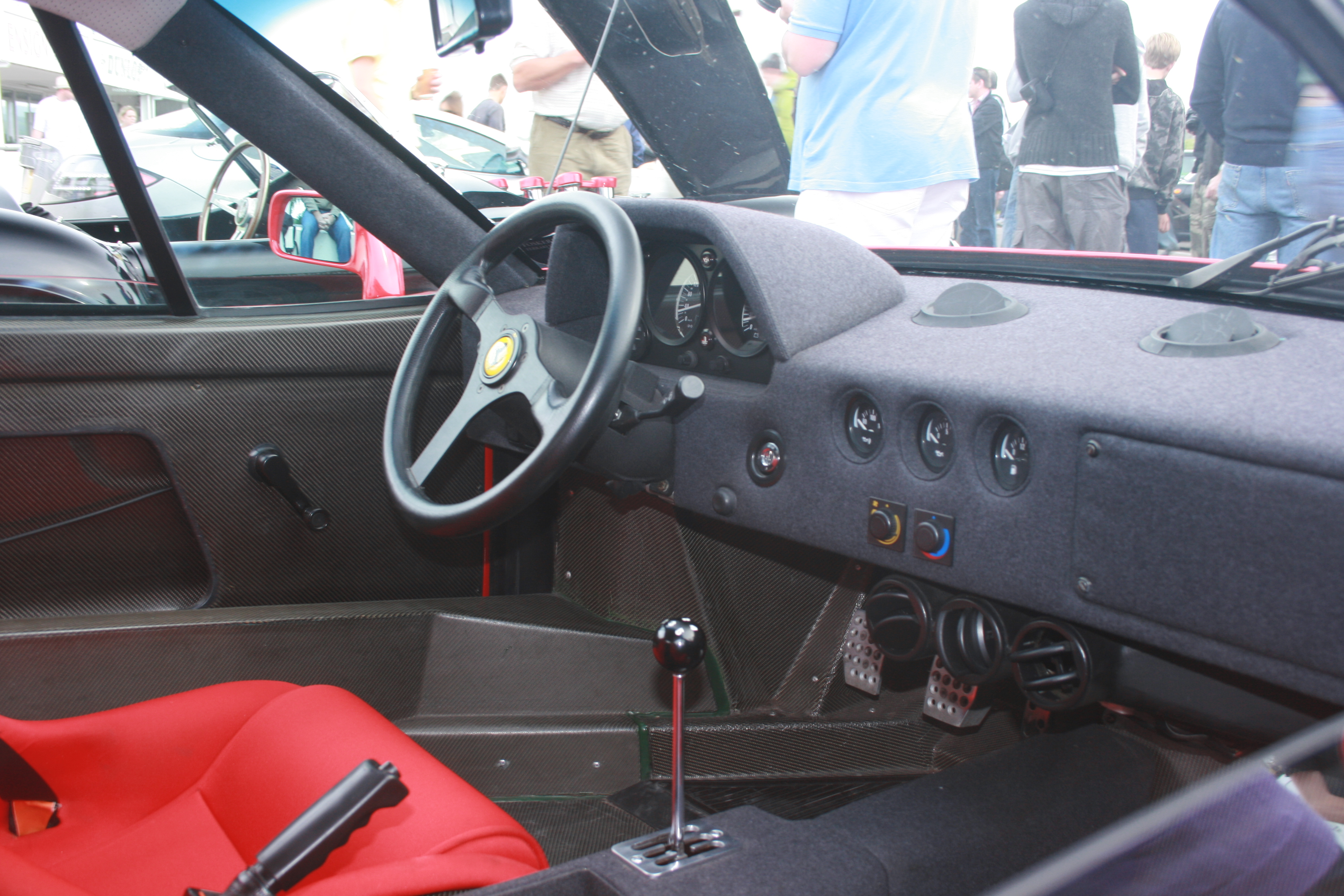
Салон Ferrari F40

З 1987 по 1989 рік Ferrari F40 носив титул найшвидшого у світі серійного автомобіля для доріг загального користування, і за час свого виробництва був найшвидшим, найпотужнішим та найдорожчим автомобілем Ferrari. Автомобіль дебютував з рекомендованою роздрібною ціною близько 400 000 $ США, хоча деякі покупці, як повідомлялось, заплатили по 1,6 млн дол США. Всього було випущено 1315 автомобілів.

## Загальна характеристика
Вага Ferrari F40 1100 кг (2425 фунтів), вихідна потужність 478 к.с. (352 кВт) при 7000 об/хв. Дорожні випробування дали розгін до 100 км/год (62 миль/год) за 3,8 секунди (у той час як тільки трекова версія увійшла в 3,2 секунди), з 0-160 км/год (0-99 миль/год) за 7,6 секунди і 0-200 км/год (0-120 миль/год) на 11 секунд, давши F40 невелику перевагу в прискоренні над Porsche 959, його основним конкурентом у той час.
Ferrari F40 був першим із дорожніх серійно вироблених автомобілів, які взяли бар'єр 320 км/год. З моменту своєї появи в 1987 році до 1989 року його конкурентами були тільки Porsche 959 і з 1988 року Lamborghini Countach (який пізніше обігнав Lamborghini Diablo), він встановив рекорд як найшвидший серійний автомобіль у світі (1989 рік), з максимальною швидкістю 320 км/год. У 2006 році під час Тижня Швидкості Бонневілль Амір Розенбаум із Spectre Performance зумів розігнати свій F40 з невеликими модифікаціями наддуву і повітрозабірника до 364 км/год.

### Двигун
- 2,936 см3 (2.9 L) twin-turbo Tipo F120A/F120D 90° V8 478 к.с. (352 кВт) при 7000 об/хв 577 Нм при 4000 об/хв

## Гонки
Ferrari F40 розроблявся не для гонок, але в 1989 році автомобіль дебютував у гонці IMSA на трасі Лагуна Сека в класі GTO. Жан Алезі зайняв третє місце після двох повнопривідних Audi 90. Незважаючи на відсутність підтримки виробника, автомобіль незабаром провів успішний сезон під управлінням таких гонщиків, як Жан-П'єр Жабу, Жак Лаффіт і Харлі Хейвуд, які зайняли в цілому три других місця та одне третє.
Хоча Ferrari F40 не брав участі у змаганнях IMSA в наступному сезоні, він пізніше стане популярним вибором приватних гонщиків для участі в численних гонках серії GT, у тому числі JGTC. У 1994 році автомобіль дебютував у міжнародних змаганнях, з одним автомобілем у BPR Global GT Series від команди Strandell, і вигравши «4:00 Валлелунгі». У 1995 році кількість F40 збільшилося до чотирьох у незалежних командах Aldix Racing (F40 LM) і Strandell (F40 GTE, спортивний клуб під егідою Ferrari Club Italia), вигравши «4:00 Андерсторпа». Не витримуючи конкуренції з McLaren F1 GTR, Ferrari F40 повернувся через рік, в 1996 році, зумівши повторити перемогу в Андерсторпі, і з тих пір більше не виступав у гонках GT.